# Ancylometes jau
Ancylometes jau är en spindelart som beskrevs av Hubert Höfer och Antonio D. Brescovit 2000. Ancylometes jau ingår i släktet Ancylometes och familjen Ctenidae. Inga underarter finns listade i Catalogue of Life.